# 管理美容師
管理美容師（かんりびようし、英: Management Beautician）は、美容を業とする日本の国家資格であり、厚生労働省管轄の業務独占資格である美容師が実務経験を経て取得できる美容所の管理者資格であり、必置資格である。
パーマネントウエーブ、染毛、ヘアカット、結髪、化粧、スキンケア、フェイシャルエステティック等の方法により容姿を美しくするなど、美容師免許を有していなければ美容を業としてはならない（美容師法第6条）。なお、業とは反復継続の意思をもって行うことで、有料・無料は問わない（美容師法、昭和32年法律第163号）。

## 概要
- 美容師法第12条の3により美容師である従業者の数が常時2人以上である美容所の開設者は、当該美容所を衛生的に管理させるため、美容所ごとに、管理美容師を置かなければならないとされている必置資格。

## 講習
- 各都道府県によって異なる。

### 講習科目
1. 公衆衛生学
2. 美容所の衛生管理

### 受講資格
- 美容師免許取得後3年以上の実務経験が必要。